# Stroud
Stroud es un pueblo del condado de Gloucestershire en Inglaterra, Reino Unido.

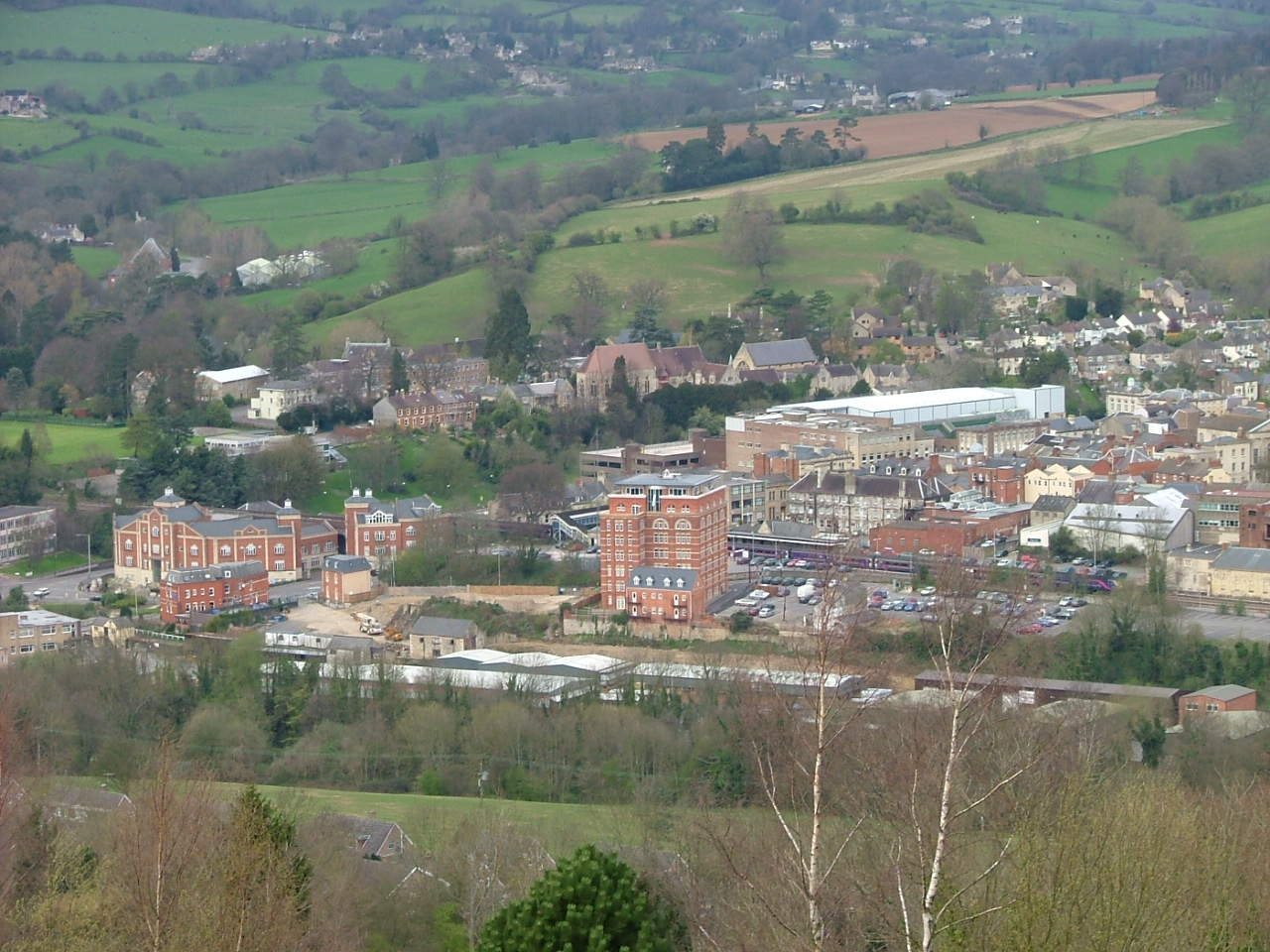
Stroud.

## Contexto
Stroud es famoso por la industria textil (el paño de la bayeta se hace allí) y los mercados de los granjeros.

## Relacionados
Entre sus residentes famosos se incluyen los autores Laurie Lee, Polly Higgins, Jilly Cooper, Jasper Fforde, Katie Fforde y Wilbert Awdry, autor de la serie literaria infantil Thomas the Tank Engine. Además, la película Cider with Rosie fue filmada en esta ciudad.
- Datos: Q281749
- Multimedia: Stroud, Gloucestershire / Q281749